# Hospital Clínico Universitario Virgen de la Arrixaca
El Hospital Clínico Universitario Virgen de la Arrixaca (HCUVA), es un complejo hospitalario público de Murcia, situado en la avenida del Primero de Mayo, s/n, en la ciudad de Murcia, en el barrio de El Palmar.
En la actualidad, se trata del mayor complejo hospitalario del Sistema Sanitario Público de Murcia.

## Área de influencia
El hospital presta servicio a la zona oeste de Murcia y a los municipios colindantes. Con una población asignada de aproximadamente 550.000 habitantes pertenecientes a los municipios, barrios y pedanías de Alcantarilla, Sangonera la Verde, Sangonera la Seca, Alhama de Murcia, Mula, La Alberca, Algezares, Espinardo, Nonduermas, San Andrés, La Ñora, Santo Ángel, Aljucer y El Palmar.
Es el único hospital público del municipio de Murcia, con servicio Materno-Infantil, aumentando aún más la población a la que presta servicio.
Al ser el Hospital más importante de la Región de Murcia y uno de los más grandes de España, las operaciones más complicadas y los pacientes más graves son trasladados desde los hospitales comarcales o regionales a éste.
Modificó su denominación el 29 de enero de 2013, tras publicación en el Boletín oficial de la Región de Murcia
.

## Cartera de servicios
El HCUVA está formado por un total de 41 servicios clínicos, con sus respectivas secciones y unidades internas, distribuidos por el total de las instalaciones, que se reparten del siguiente modo:
- Servicio de Alergología
- Servicio de Análisis Clínicos
  - Sección de Bioquímica
  - Sección de Hormonas
  - Sección de Inmunología
- Servicio de Anatomía Patológica
  - Sección de Necropsias
- Servicio de Anestesia y Reanimación
  - Unidad del Dolor
- Servicio de Aparato Digestivo
  - Sección de Consultas Externas: Continuidad asistencial con Atención Primaria y Consultas especializadas
  - Sección de Exploraciones Digestivas: Unidad de Endoscopia Digestiva, ecografía digestiva y biopsia hepática, pruebas funcionales y tratamientos especiales
- Servicio de Bioquímica y Genética Clínica
  - Unidad de Metabolopatías
  - Unidad de Citogenética
  - Unidad de Genética Molecular
- Servicio de Cardiología
  - Sección de Cardiología Clínica
  - Sección de Hemodinámica
  - Sección de Arritmias
  - Sección de Registros Externos
- Servicio de Cirugía Cardiovascular
  - Sección de Cirugía Cardiovascular Adultos
  - Sección de Cirugía Cardiovascular Infantil
- Servicio de Cirugía General
  - Sección de Cirugía de Esófago
  - Sección de Cirugía Gastroduodenal y Bariátrica
  - Sección de Cirugía de Intestino Delgado
  - Sección de Cirugía Coloproctológica
  - Sección de Cirugía Hepática
  - Sección de Cirugía Biliar
  - Sección de Cirugía de Páncreas y Bazo
  - Sección de Cirugía del Cuello
  - Sección de Cirugía de Tiroides y Paratiroides
  - Sección de Cirugía Endocrinológica
  - Sección de Cirugía de la Pared Abdominal
  - Sección de Cirugía Menor Ambulatoria (CMA)
  - Sección de Cirugía de la Mama
  - Sección de Cirugía del Trasplante: Extracción multiorgánica, hígado y páncreas
- Servicio de Cirugía Maxilofacial
- Servicio de Cirugía Pediátrica
  - Sección de Digestivo
  - Sección de Urología
  - Unidad de Cirugía Oncológica
  - Unidad de Tórax
  - Unidad de Malformaciones Vasculares
- Servicio de Cirugía Plástica y Reconstructiva
  - Unidad de Grandes Quemados
  - Sección de Cirugía Plástica
  - Sección de Cirugía Pediátrica
  - Sección de Cirugía Plástica Básica
  - Sección de Cirugía Plástica de Cabeza y Cuello
- Servicio de Cirugía Torácica
- Servicio de Dermatología
- Servicio de Endocrinología
  - Sección de Endocrinología
  - Sección de Nutrición
- Servicio de Farmacia
  - Área de Gestión
  - Área Asistencial
  - Área Asesora
  - Área de Docencia y Formación Continuada
  - Área de Investigación
  - Área de Colaboración en programas de protección a la salud
- Servicio de Geriatría
- Servicio de Ginecología y Obstetricia
  - Consultas Externas - Centro de Especialidades
  - Sección de Histeroscopia
  - Sección Ecografía Obstétrica
  - Sección Ecografía Ginecológica
  - Unidad de Día Obstétrica
  - Unidad de Consulta Prenatal
  - Consultas Externas de Oncología Ginecológica
  - Consultas Externas de Ginecología
  - Unidad de Reproducción Asistida y Esterilidad
  - Sección de Urgencias y Paritorio
- Servicio de Hematología
  - Sección de Coagulación
  - Sección de Banco de Sangre
  - Sección de Citoquímica y Eritropatología
  - Sección de Hematimetría y Criobiología
  - Sección de Atención Clínica
- Servicio de Inmunología Clínica
  - Sección de Autoinmunidad
  - Sección de Inmunoquímica e Inmunoalergia
  - Sección de Citometría y Tumoral
  - Sección de Histocompatibilidad y trasplante
  - Sección de Inmunodeficiencias
- Servicio de Medicina Intensiva
- Servicio de Medicina Interna
- Servicio de Medicina Interna-Infecciosas
- Servicio de Medicina Nuclear
- Servicio de Microbiología
- Servicio de Nefrología
  - Sección de Nefrología Clínica
  - Unidad de Hemodiálisis y Diálisis Peritoneal
  - Unidad de Trasplante Renal
- Servicio de Neumología
  - Unidad de Cuidados Respiratorios Intermedios (UCRI)
  - Unidad de Neumología Intervencionista
  - Unidad de Enfermedades Pulmonares Intersticiales Difusas (EPID)
  - Unidad de Trastornos Respiratorios del Sueño
  - Unidad de Asma Grave
  - Unidad Multidisciplinar de Fibrosis Quística
- Servicio de Neurocirugía
- Servicio de Neurofisiología
- Servicio de Neurología
  - Sección de Neurología Clínica
  - Unidad de Esclerosis Múltiple
  - Unidad de Parkinson
  - Unidad de Demencias
- Servicio de Oftalmología
  - Sección de Oftalmología Infantil
  - Sección de Retina
  - Sección de Polo Anterior
- Servicio de Oncología Médica
- Servicio de Oncología Radioterápica
- Servicio de Otorrinolaringología
  - Sección de Otología
  - Sección de Rinología
  - Sección de Faringe
  - Sección de Laringe
  - Sección de Cuello
- Servicio de Pediatría
  - Sección de Alergología
  - Unidad de Cuidados Intensivos Neonatales
  - Unidad de Cuidados Intensivos Pediátricos
  - Sección de Enfermedades Infecciosas
  - Sección de Escolares
  - Sección de Gastroenterología
  - Sección de Genética
  - Sección de Hemato-Oncología
  - Sección de Lactantes
  - Unidad de Medicina Medioambiental
  - Sección de Metabolopatías
  - Sección de Nefrología
  - Sección de Neumología
  - Unidad Multidisciplinar de Fibrosis Quística
  - Sección de Neurología
- Servicio de Psiquiatría
- Servicio de Radiología
  - Sección de Radiología Simple
  - Sección de Mama
  - Sección de Radiología Convencional con contraste
  - Sección de Radiología Pediátrica
  - Sección de Ultrasonidos
  - Sección de TC Helicoidal
  - Sección de Resonancia Magnética
  - Sección de Radiología Neurovascular e Intervencionista
  - Sección de Radiología Vascular e Intervencionista
  - Sección de Varios y Otros Procedimientos
- Servicio de Rehabilitación
  - Sección de Rehabilitación
  - Sección de Fisioterapia
- Servicio de Reumatología
- Servicio de Traumatología
- Servicio de Urgencias
- Servicio de Urología

## Estructura física y recursos tecnológicos
| Dotación                                    | Cantidad |
| ------------------------------------------- | -------- |
| Camas                                       | 863      |
| Quirófanos del hospital                     | 32       |
| Paritorios                                  | 16       |
| Salas de consultas externas                 | 123      |
| Puestos de hemodiálisis                     | 32       |
| Puestos de hospital de día Oncohematológico | 38       |
| Puestos de pacientes VIH-SIDA               | 5        |
| Otros médicos                               | 2        |

| Áreas de producción        | Cantidad |
| -------------------------- | -------- |
| Especialidades médicas     | 298      |
| Especialidades quirúrgicas | 356      |
| Pediatría                  | 120      |
| Neonatología               | 64       |
| Obstetricia                | 108      |
| Cuidados Intensivos        | 91       |

| Equipamiento               | Cantidad |
| -------------------------- | -------- |
| Ecógrafos radiodiagnóstico | 8        |
| Ecógrafos ginecológicos    | 13       |
| Ecocardiógrafos            | 8        |
| Mamógrafos                 | 5        |
| TC (escáner)               | 4        |
| Sala convencional Rx       | 10       |
| Telemando Rx               | 7        |
| Equipo radioquirúrgico     | 6        |
| Arco multifuncional Rx     | 2        |
| Angiógrafos digitales      | 3        |
| Salas de hemodinámica      | 2        |
| Acelerador lineal          | 3        |
| Planificadores             | 2        |
| Simuladores                | 2        |
| Gammacámaras               | 4        |
| RMN (resonancia)           | 3        |
| Ciclotrón de radiofármacos | 1        |

## Accesos

### Autobús
El servicio de transporte público urbano es operado por TMP Murcia, que lo conecta con el centro de Murcia. 
| Línea | Recorrido | Recorrido | Recorrido |
| ----- | --- | --- | --- |
| 26    | Hospital Virgen de la Arrixaca - El Palmar - Aljucer - Murcia San José de la Montaña - El Palmar - San Ginés - Aljucer - Murcia (Glorieta de España) | Hospital Virgen de la Arrixaca - El Palmar - Aljucer - Murcia San José de la Montaña - El Palmar - San Ginés - Aljucer - Murcia (Glorieta de España) | Hospital Virgen de la Arrixaca - El Palmar - Aljucer - Murcia San José de la Montaña - El Palmar - San Ginés - Aljucer - Murcia (Glorieta de España) |
| 28    | Sangonera la Verde - El Palmar - Aljucer - Murcia (Palacio Almudí)                                                                                   | Sangonera la Verde - El Palmar - Aljucer - Murcia (Palacio Almudí)                                                                                   | Sangonera la Verde - El Palmar - Aljucer - Murcia (Palacio Almudí)                                                                                   |
| 70    | Avileses - Sucina - Gea y Truyols - Baños y Mendigo - El Palmar - Murcia (Jardín Floridablanca)                                                      | Avileses - Sucina - Gea y Truyols - Baños y Mendigo - El Palmar - Murcia (Jardín Floridablanca)                                                      | Avileses - Sucina - Gea y Truyols - Baños y Mendigo - El Palmar - Murcia (Jardín Floridablanca)                                                      |
| 72    | Lobosillo - Valladolises - Corvera - Baños y Mendigo - El Palmar - Murcia (Jardín Floridablanca)                                                     | Lobosillo - Valladolises - Corvera - Baños y Mendigo - El Palmar - Murcia (Jardín Floridablanca)                                                     | Lobosillo - Valladolises - Corvera - Baños y Mendigo - El Palmar - Murcia (Jardín Floridablanca)                                                     |
| 78    | Beniaján - Los Garres - Algezares - Santo Ángel - La Alberca - El Palmar - San Ginés - Era Alta - Javalí Nuevo - UCAM - Campus de Espinardo          | Beniaján - Los Garres - Algezares - Santo Ángel - La Alberca - El Palmar - San Ginés - Era Alta - Javalí Nuevo - UCAM - Campus de Espinardo          | Beniaján - Los Garres - Algezares - Santo Ángel - La Alberca - El Palmar - San Ginés - Era Alta - Javalí Nuevo - UCAM - Campus de Espinardo          |

El servicio de viajeros por carretera del municipio se engloba dentro de la marca Movibus, el sistema de transporte público interurbano de la Región de Murcia (España), que incluye los servicios de autobús de titularidad autonómica. Las líneas de la concesión MUR-001 "Alcantarilla - Murcia" son operadas por la UTE Pedanías de Murcia (Monbus), mientras que las de la concesión MUR-003 "Molina de Segura - Murcia" son operadas por Interbus.
| Línea | Recorrido                                                  |
| ----- | ---------------------------------------------------------- |
| 13    | Alcantarilla - Pol. Ind. Oeste - Arrixaca                  |
| 32B   | Molina de Segura - centros comerciales - Murcia - Arrixaca |

También dispone de conexiones con Alhama de Murcia, Cartagena, Fuente Álamo, Pilar de la Horadada, Los Urrutias, San Pedro del Pinatar, La Unión y La Manga, entre otros.

### Por carretera
- A-30 (Autovía de Murcia, antigua N-301): discurre entre Cartagena y Albacete y enlaza con la autovía de Alicante (A-31) en dirección a Madrid.

- MU-30 (Autovía El Palmar-Alcantarilla): enlaza la Autovía A-30, a la altura del Reguerón, con la Autovía A-7/E-15 y la Autovía RM-15 (Autovía del Noroeste) al oeste de Alcantarilla.

- MU-31 (Conexión entre A-30 y MU-30, en construcción): enlaza la Autovía A-30, en el enlace de La Paloma, con la Autovía MU-30 a la altura del Polígono Industrial Oeste.